# Agua de Annique
Anneke van Giersbergen (ранее Agua de Annique и Anneke van Giersbergen & Agua de Annique) — соло-проект бывшей вокалистки голландской рок-группы The Gathering Аннеке ван Гирсберген, созданный летом 2007 года. О создании группы ван Гирсберген заявила одновременно со своим уходом из The Gathering. Стихи и музыку для первого альбома вокалистка написала задолго до образования проекта и предлагала записать их вместе с The Gathering, но они так и не вошли в релизы группы.
Кроме собственных песен, на дебютном альбоме присутствуют песни на стихи Кристин Фьеллсет (Sunken Soldiers Ball) и Александра Джеффа (Come Wander With Me).
Второй альбом, вышедший летом 2009 года, достиг 42 места в нидерландских чартах. Третий альбом группы под названием In Your Room вышел 30 октября 2009 года.

## Состав
- Аннеке ван Гирсберген — вокал, пианино, ритм-гитара (2007)
- Роб Снейдерс (Rob Snijders) — ударные (с 2007)
- Igor Rybickyy— клавишные, лидер- и бэк-вокал (с 2012)
- Joost van Haaren — бас-гитара (с 2010)
- Ferry Duijsens — соло- и ритм- гитары (с 2011)
- Gijs Coolen — соло- и ритм- гитары (с 2011)

Бывшие участники
- Йорис Диркс (Joris Dirks) — гитара, вокал (2007—2010)
- Жак де Хард (Jacques de Haard) — бас-гитара (2007—2010)
- Thomas Martens — гитары (2010—2011)

## Дискография
- 2007 — Air
- 2009 — Pure Air
- 2009 — In Your Room

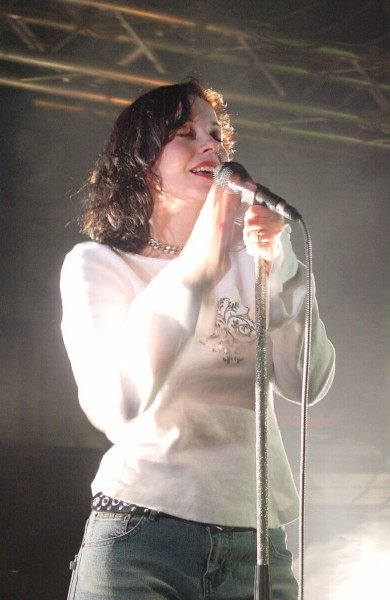
Аннеке ван Гирсберген, 2003 год

- 2012 — Everything Is Changing
- 2013 — Drive

Синглы
- 2007 — «Day After Yesterday»
- 2008 — «Come Wander With Me»
- 2009 — «The Blower’s Daughter»
- 2009 — «Hey Okay!»
- 2010 — «Sunny Side Up»